# ۱۱۸۵ (میلادی)
۱۱۸۵ (میلادی) هزار و صد و هشتاد و پنجمین سال تقویم میلادی است.

## رویدادها
- ۱۱ سپتامبر - به‌دنبال شورشی در قسطنطنیه، پایتخت امپراتوری بیزانس، ایزاک دوم قدرت را به عنوان امپراتور جدید در دست می‌گیرد. امپراتور برکنارشده آندرونیکوس یکم کومننوس به‌هنگام فرار دستگیر می‌شود و پس از بازگرداندنش به پایتخت توسط مردم خشمگین به شدت شکنجه شده و به‌طرز فجیعی به‌قتل می‌رسد.

## درگذشتگان
- سپتامبر - آندرونیکوس یکم، امپراتور بیزانس
- ۲۵ نوامبر – لوسیوس سوم، کشیش ایتالیایی (ز. ۱۰۹۷)